# 陶峙岳
陶峙岳（1892年9月18日—1988年12月26日），原名陶纪常，字岷毓，曾用名陶锄，湖南宁乡人，中国共产黨、中华人民共和国政治人物，原副国级领导人。國民革命軍中將，中国人民解放军上将。
1911年参加武昌起义后加入同盟会。1916年毕业于保定陆军军官学校，后任湖南督军署参谋处上尉参谋。曾任湘军营长、团长。1926年参加北伐战争，任国民革命军独立第二师团长，第四十军三师副师长、师长，第八师旅长、师长。1937年任国军第七十七军军长。参加淞沪抗战，后任国军第一军军长，第三十四集团军副总司令，第三十七集团军副总司令、总司令，河西警备司令部总司令，西北军政长官公署副长官，新疆警备总司令部总司令。1949年9月，與新疆省政府主席包爾漢主張投降中共。9月24日晚12時，陶峙岳正式通電，率領河西警備司令部3.8萬名官兵投共，是為酒泉投共。后编入中国人民解放军，任新疆军区副司令员兼第二十二兵团司令员，西北军政委员会委员，新疆军区副司令员兼新疆生产建设兵团司令员。1982年加入中国共产党。1983年当选为第六届全国政协副主席。

## 生平

### 早年经历
1892年9月18日，陶峙岳出生于湖南宁乡市仙凤乡。
1898年，陶峙岳6岁入私塾读书。
1904年，陶峙岳考入长沙城南师范附属小学。
1906年，陶峙岳毕业后考入求忠中学。
1907年，陶峙岳进入湖南陆军小学堂。
1911年，陶峙岳毕业后赴武汉考入陆军第三中学。
1914年秋，陶峙岳在陆军第一预备学校毕业后到北京北苑陆军第八师受入伍训练，充任军官递补生。
1915年春，陶峙岳转入保定陆军军官学校（三期）。
1916年秋，陶峙岳毕业后回到长沙，任湖南省督军公署参谋处上尉参谋。
1917年，陶峙岳任谭延闿部“护字营”营参谋长兼第一支队教导员，不久升任营长。
1920年，“护字营”改编为湘军第六混成旅后，陶峙岳任该旅独立工兵营营长。
1923年，陶峙岳任湘军第一师上校团长。

### 大革命时期
1926年，陶峙岳参加北伐战争，因功晋级为国民革命军独立第2师第3旅少将团长。
1927年3月，陶峙岳率部攻南京，任国民革命军第40军第3师副师长。4月，代理南京卫戍司令。

### 第一次国共内战时期
1927年，陶峙岳加入中国国民党。同年12月，陶峙岳任国民革命军第40军第3师师长，参加了复克徐州之役。
1928年9月，陶峙岳任第8师24旅旅长 、副师长、师长，参加了蒋桂战争、蒋冯阎战争和对中央苏区的历次围剿。
1935年4月10日，国民党第8师在福建长汀归龙山，俘虏了刚牺牲的中共福建省委书记万永诚的妻子徐氏，她供出何叔衡已牺牲、瞿秋白、张亮、周月林等在濯田方向被俘。师长陶峙岳即电告驻闽绥署主任蒋鼎文，蒋电令驻长汀三十六师师长宋希濂和第二绥靖区司令李默庵急查。瞿秋白在长汀水口小迳村被钟绍葵的保安团俘虏并被其关押到上杭团部，被曾在苏区当炊事员的郑大鹏送监饭时认出。

### 抗日战争与第二次国共内战时期
抗日战争爆发后，出任第76军军长兼第8师师长。
1937年9月，率部由陕西经河南驰援上海，参加淞沪会战，率官兵坚守阵地22天，奉命撤退时，部队仅剩下700余人，抗日名将的名声自此传开。
1938年9月，陶峙岳任第一战区第1军军长。
1940年夏任第34集团军副总司令，次年4月任第一战区政治部主任兼陕西民众动员指挥部参谋长。
1942年8月任第37集团军总司令，次年秋调任河西警备总司令。
1946年，陶峙岳应西北行营主任张治中之请，任新疆警备总司令、河西警备总司令、西北军政长官公署副长官。同年夏，协助张治中释放关押在新疆监狱的一大批共产党员，并亲自派人将他们护送到延安。
1949年與新疆省政府主席包爾漢主張投降中共。9月24日晚12時，陶峙岳正式通電，率領河西警備司令部3.8萬名官兵投共，是為酒泉投共。25日，率新疆的7万余国军官兵通电接受中国共产党领导，是谓新疆和平解放。尔后积极进行宣慰工作，迅速平息骚乱事件，坚决镇压破坏活动。10月中旬，发布《告全疆将士书》，宣传和拥护中国共产党的方针政策。

### 中华人民共和国成立后

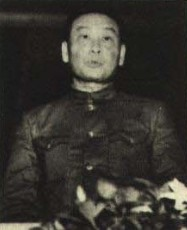
1950年，全国政协第一次代表大会上的陶峙岳

中华人民共和国成立后，任新疆军区副司令员，西北军政委员会委员，中国人民解放军第22兵团司令员。
1954年8月，任新疆生产建设兵团司令员。1955年，担任新疆军区副司令员，1956年被授予上将军衔和一级解放勋章。他领导部队屯垦戈壁，挥汗荒原，创造出在戈壁滩上种植棉花、兴修水利、植树造林、建造城市等许多奇迹，使新疆逐渐走出落后贫困的古道，成为国内外闻名的农业示范区。1979年4月任湖南省政协副主席，12月当选湖南省人民代表大会常务委员会副主任。
1965年，陶峙岳申請加入中國共產黨，十七年之后，1982年9月28日成為中共黨員。
曾任全國人民代表大會第1至5屆代表，第4、5屆全國人民代表大會常務委員會委員，中國人民政治協商會議第1、2、3、4、5、6屆委員，1983年6月当选第6屆全国政协副主席。1988年被授予胜利功勋荣誉章。1988年12月26日病逝于湖南省长沙市，享年97岁。